# Autour imitateur
Accipiter imitator
Espèce
Statut de conservation UICN

 NT C2a(i);D1 : Quasi menacé
Statut CITES
L'Autour imitateur (Tachyspiza imitator) est une espèce d'oiseaux de la famille des Accipitridae.

## Répartition
Cet oiseau peuple l'archipel des Salomon.